# Agence tunisienne de communication extérieure
L'Agence tunisienne de communication extérieure (arabe : الوكالة التونسية للاتصال الخارجي) ou ATCE est un établissement public à caractère industriel et commercial, doté de la personnalité civile et de l'autonomie financière, mis en place par la loi n°90-76 du 7 août 1990 afin de renforcer la présence, dans les médias étrangers, de la Tunisie et sa politique nationale dans tous les domaines.
Par la suite, Abdelwahab Abdallah, alors conseiller du président Zine el-Abidine Ben Ali et proche de son épouse Leïla, en fait le principal organe de répression pour mettre au pas les médias qui aspirent à la liberté d'expression en Tunisie. Principal outil de propagande du régime, l'ATCE permet ainsi de contrôler toute émergence de la société civile et de promouvoir l'image de Ben Ali au-delà des frontières en se permettant de corrompre certaines personnalités médiatiques étrangères.
Après la révolution de 2011, elle est suspendue avant d'être formellement dissoute en 2012.

## Fonctions
Elle gère le budget publicitaire de toutes les entreprises publiques et les utilise pour soumettre les médias à l'autorité d'Abdelwahab Abdallah. En effet, elle étrangle ainsi les médias privés qui ne prêtent pas allégeance au système.
Elle contrôle par ailleurs les échanges de données tels que les courriers électroniques échangés entre internautes, militants de l'opposition et journalistes en utilisant la technologie Deep packet inspection. L'ATCE a un accès direct aux équipements des fournisseurs d'accès afin d'obtenir l'historique des adresses IP tunisiennes.
Elle délivre également les autorisations pour les journalistes et n'hésite pas à les retirer si leur allégeance au système n'est pas assez exprimée. Elle s'offre donc les services de journalistes afin de faire circuler la propagande du régime.

## Dirigeants
L'ATCE est successivement dirigée par Slaheddine Maaoui (1992-1995), Oussama Romdhani (1995-2010) et Mongi Zidi (2010-2011).

## Dissolution
Alors ministre du Développement régional, à la fin du mois de janvier 2011, Ahmed Néjib Chebbi annonce la dissolution de l'agence et son remplacement par un organisme indépendant. Le 3 février 2011, un administrateur judiciaire est nommé à sa tête dans l'attente de la dissolution formelle survenue le 18 décembre 2012.
Durant son existence, cet établissement a archivé toutes les traces de ses activités de corruption et de répression. Cependant, après la révolution et avec l'anarchie qui s'ensuit, des milliers de documents sont passés au broyeur ou jetés devant le siège de l'agence. Plusieurs mois après la radiation de son dernier directeur général, les services du Premier ministre Béji Caïd Essebsi estiment qu'« il y a des traces de virements bancaires, de billets d'avions, de versements aux journaux, explique un porte-parole. Les archives n'existaient pas qu'en un seul exemplaire : sous Ben Ali, tout était centralisé à Carthage ».

## Victimes et bénéficiaires

### Victimes

#### Étranglements financiers
- Moncef Cheikhrouhou : directeur général du groupe de presse Dar Assabah pour avoir défendu la liberté de la presse[4]

#### Campagnes de dénigrements
- Sihem Bensedrine : journaliste et militante des droits de l'homme
- Rached Ghannouchi[13] : homme politique et président du parti Ennahdha

### Bénéficiaires

#### Étrangers
- Antoine Sfeir (écrivain)[14]
- Étienne Mougeotte (Le Figaro)[8]
- Nicolas de Tavernost (M6)[8]
- Dominique de Montvalon (Le Parisien)[8]
- Alain Weill (RMC-BFM TV)[8]
- Michel Schifres et Marie-Ange Horlaville (Le Figaro), spécialistes du luxe[8]
- Gérard Gachet (Valeurs actuelles)[8]
- Françoise Laborde (France 2)[8]